# Вуане, Доминик
Домини́к Вуане́ (фр. Dominique Voynet; 4 ноября 1958, Монбельяр, Ду, Франция) — французский политический деятель, сенатор от департамента Сена — Сен-Дени, член партии Зелёных.

## Биография
Доминик Вуане получила образование доктора-анестезиолога. В конце 1970-х в свои студенческие годы активно участвовала в деятельности по охране окружающей среды. Участвовала в акциях протеста против строительства ядерных реакторов в Фессенхейме и Мальвилле и против вырубки лесов в Вогезах от имени «Ассоциации Бельфора по защите природы». Позже стала членом Международной амнистии и Французской демократической конфедерации труда (фр. Confédération Française Démocratique du Travail), которое тогда было профобъединением умеренно левого толка. Активно участвовала в «Фронте антимилитаристской борьбы» (фр. Front de lutte antimilitariste) и экологической организации «Друзья Земли».
Вуане была одним из организаторов новой французской политической партии «Зелёные». В 1989 году была избрана в Европейский парламент. В 1992—1994 была членом местного совета Франш-Конте.
Общенациональная известность пришла в 1995 году, когда Доминик Вуане стала кандидатом на президентских выборах и получила 3,32 % голосов (1 010 738) в первом туре. В 1997—2001 была министром окружающей среды и регионального планирования в правительстве Лионеля Жоспена.
В 2004 была избрана в Сенат Франции от департамента Сена — Сен-Дени. В 2007 году Доминик Вуане была кандидатом на президентских выборах, на которых набрала 1,57 % голосов (576 666) в первом туре, что рассматривается как поражение Зелёных.

### Книги о Доминик Вуане
- Murielle Szac: Dominique Voynet : Une vraie nature («Доминик Вуане: её истинная природа»)